# Élection des gouverneurs américains de 2022
L'élection des gouverneurs américains de 2022 a lieu le 8 novembre. Elle concerne 36 sièges de gouverneurs d'États et 3 gouverneurs de territoires.